# Колма (Болцано)
Колма је насеље у Италији у округу Болцано, региону Трентино-Јужни Тирол.
Према процени из 2011. у насељу је живело 288 становника. Насеље се налази на надморској висини од 502 м.